# Oszmán hadsereg

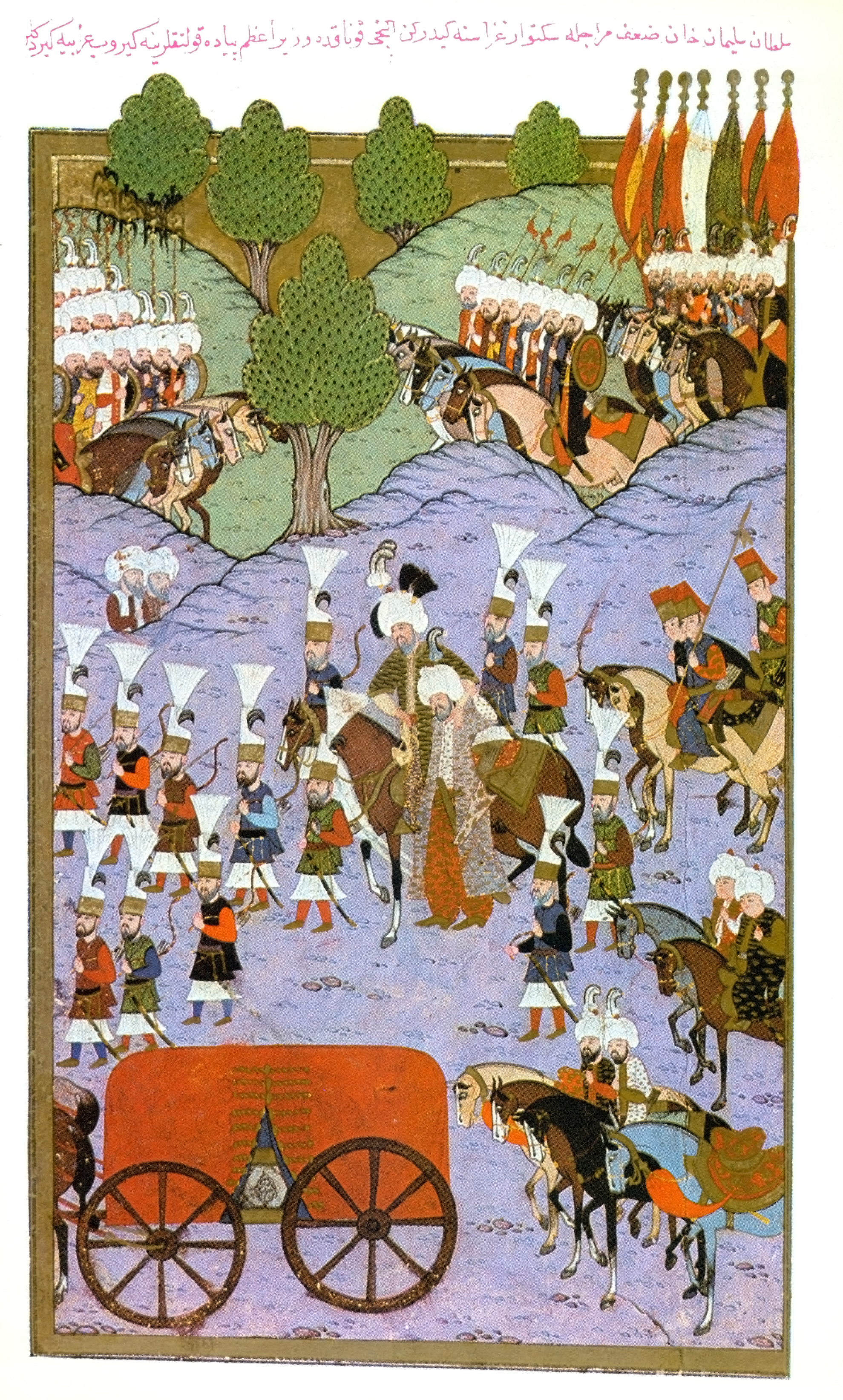
Az oszmán hadsereg felvonulása Szigetvár ellen I. Szulejmán oszmán szultán vezetésével

Az oszmán hadsereg az Oszmán Birodalom hadereje volt a 13. század végétől 1922-ig. Sajátossága volt az irreguláris erők nagy tömege. Az erősen militarizált oszmán társadalom egyik fontos összetevőjét alkotta. 
Az oszmán-törökök Közép-Ázsiából származtak, ahol a lovas harcmodor volt a legelterjedtebb, így a korai oszmán hadsereg fő ütőerejét a lovasság jelentette. Azonban a Kínából érkező pirotechnikai eszközök fejlesztésével a 14. században felállították a világ első tüzérségi egységét, amely évszázadokra megalapozta az Oszmán Birodalom hatalmát, hiszen az európai hatalmak nagy lemaradásban voltak e tekintetben egészen a 16. századig. A meleglőfegyverek megjelenésével a janicsárság szerepe is növekedni kezdett, míg végül a birodalom elsődleges haderőnemévé vált ez a rendkívül képzett gyalogos elit.
A hadsereg erejét a modern technika és a jól képzett, fegyelmezett egységek mellett az óriási létszám jelentette, amelyhez jól szervezett logisztikára volt szükség, emiatt ekkora (akár 80 ezer fős) seregeket egészen a 17. századig Európában nem tudták bevetni.
A török sereg szervezeti felépítése évszázadokig változatlan volt, csak a 19. században vált európai mintájú hadsereggé.

## Története
Az oszmán-törökök korai hadszervezete nagy mértékben támaszkodott a köznépből kiemelkedő harcosokra, arra a rétegre, amelyik ragaszkodott korábbi nomád, törzsi életformájához és tiltakozott a földműves, paraszti életmód ellen. A letelepedés kényszerének azonban végül nem tudott ellenállni. A timár-rendszer keretében állami tulajdonban maradó birtokot kapott, adómentességet élvezett és ennek ellenében katonáskodott, részesült a zsákmányból és hosszabb háborúk idején zsoldot is kapott. A földhasználatnak ez az ázsiai típusú rendszerét már a Bizáncban és a Nagyszeldzsuk Birodalomban is alkalmazták. A birtokjövedelem ellenében bevonuló és harcoló lovaskatona, a szpáhi, századokon át az oszmán hadsereg egyik fő pillére maradt.
Ezeket a harcosokat lakóhelyükön meghatározott nagyságú, általában 30 fős egységekbe osztották, akik közül egy-egy háború idején csak egy részük, öten vonultak hadba, a többiek a költségeiket fedezték. Ilyen szervezetben katonáskodtak a müszellemnek nevezett lovasok, az első török gyalogosok, a jaják, az aszabok, a jörükök. A 15. századi balkáni harcokban még fontos szerepük volt, később azonban kiegészítő munkákat végző segédalakulatok lettek belőlük.
Ezen az összeírt, számon tartott, időnként mozgósított katonaságon kívül szükség esetén további toborzást végeztek. Az így mozgósított zsoldosok bneve dzserehor volt. Ez a név a 16–17. századra már áttolódott azokra a nem-muszlim adózókra, akik robotmunkát mérgeztek a hadsereg, a várak szükségletei szerint.

## Toborzás az oszmán hadseregbe
Az oszmán hadsereget az állandó, fizetett zsoldoshadsereg mellett túlnyomórészt a hadjáratokra a zsold és a zsákmány reményében szívesen jelentkező önkéntesekből töltötték fel. A húsz évig a birodalomban raboskodó dominikánus szerzetes, Georgius de Hungaria így írt erről a 15. század derekán:

„Amikor megindul a hadsereg toborzása, akkora készséggel és gyorsasággal gyűlnek és jönnek össze, hogy azt hihetnéd: nem háborúba, hanem lakodalomba szól a meghívás; sőt alig győzik kivárni a bevonulás idejét, s ők maguktól jönnek a gyülekezőhelyekre, és ha olykor-olykor úgy esik, hogy nincs éppen háborújuk, akkor nagy unalom szállja meg őket, és nemcsak azok sietnek bevonulni, akiket összeírtak, hanem önkéntesen, az összeírtaknál többen igyekeznek és szinte futnak az adott helyre. Ezért aztán a török nem valami sokat fáradozik hadserege összetoborzásán, hanem csak egyszerűen kiküldi hírnökeit az elöljárókhoz, kitűzi a napot és az időpontot, a hírvivők azon nyomban kiviszik a hírt a városokba és mezóvárosokba, és egyetlen hónap leforgása alatt összejönnek abban a rendben, ahogyan összeíratásuk azt tartalmazta, mégpedig a gyalogok külön a lovasoktól, mindegyikük a saját elöljárójával, ugyanabban a rendben, ahogyan a harctéren is tábort szoktak verni és harcba készülődni... Ha viszont a török azt látja, hogy súlyosbodik számára a háború, azon nyomban hírvivőket küld szét az egész országba, s minden negyedik vagy ötödik hadkötelest parancsra bevonultat az otthon maradók költségén; és ezt a hadsereget cserehornak nevezik. Ezen a módon végtelen nagy létszámú hadsereget tud összegyűjteni. Ugyanakkor mindezt akkora lelkesedéssel hajtják végre s teszik meg, hogy egyik a másika helyett ajánlkozik, s az, akit otthon hagynak, úgy érzi, hogy, igazságtalanság esett rajta.
Ezenfelül: vallják, hogy boldogok lesznek, ha nem otthon, a vénasszonyok könny- és nyálfolyása közepette, hanem a csatatéren, az ellenség lándzsái és nyilai között halhatnak meg. S azokat, akik így halnak meg, nemcsak hogy nem siratják, hanem szenteknek s győzteseknek hirdetik, példaként prédikálják s
emelik magasra.”

– Georgius de Hungaria

## Az oszmán hadsereg, fegyverei és fegyvernemei

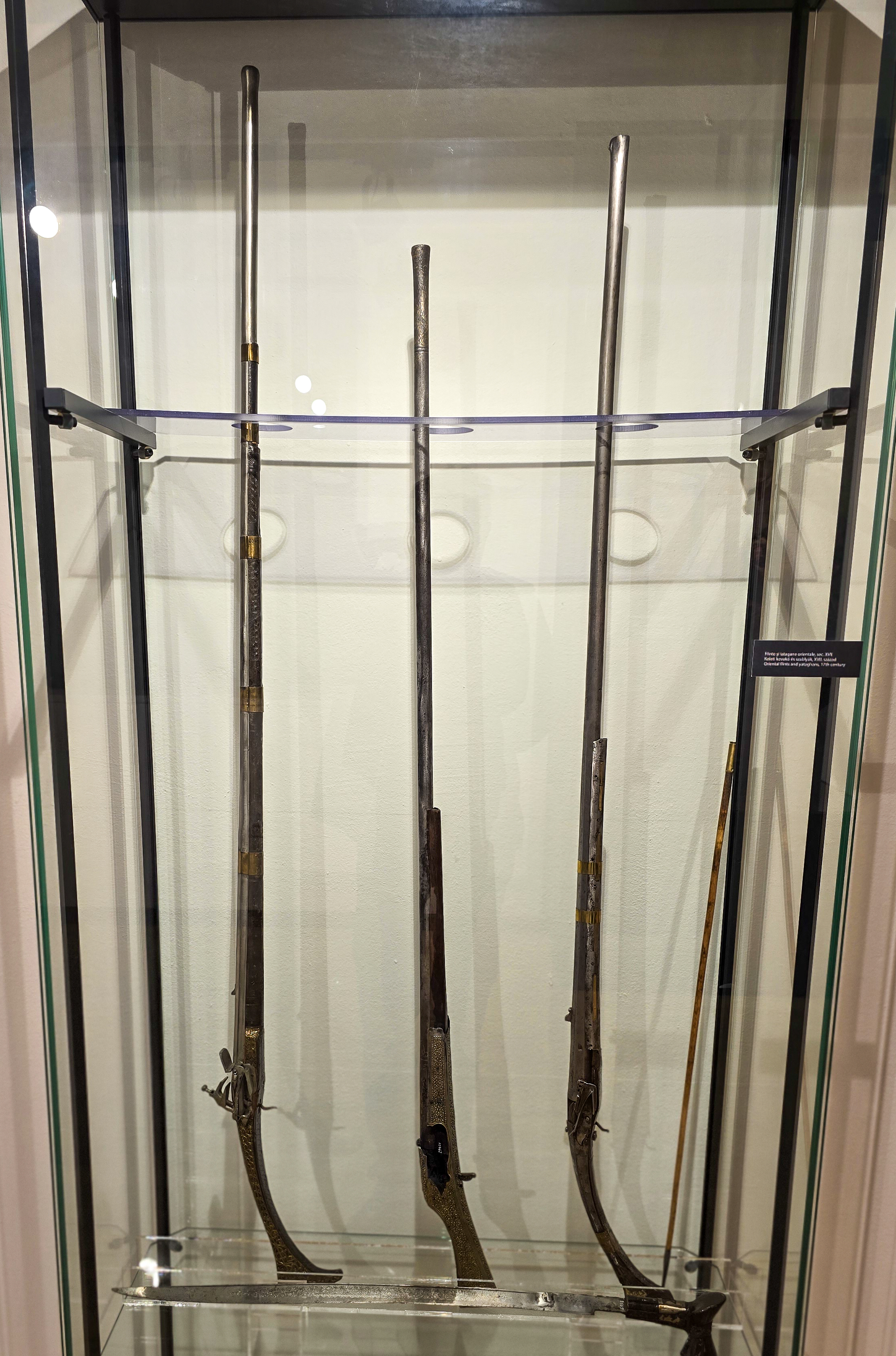
Török kováspuskák és szablya a nagyváradi várban, a városi múzeumban

A török hadsereg reguláris erőinek (szpáhik és szultáni zsoldosok) létszáma a 14. század végén megközelítette 30–40 ezer főt. A hadjáratokra ezeknek az erőknek csak egy része tudott felvonulni a hadtáp nehézségei, illetve a nem érintett határok védelmének szükségessége miatt. A hadjáratokhoz csatlakozó irreguláris erők létszáma jóval nagyobb volt a reguláris csapatokénál. A felvonuló szultáni seregek így gyakran elérték a 45–50 ezer fős létszámot, ami a korabeli Európában szinte utolérhetetlen nagyságnak számított.
Az oszmán hadászatban nagy szerepet kapott a könnyűlovasság, amely portyáival, pusztításaival állandó gondot okozott az ellenségnek, a nagy hadjártok, ütközetek idején pedig a felderítés, élelem- és takarmányszerzés és a biztosítás feladaatait látták el.
Éppen ezért két vasfegyelmű, reguláris egység alakult ki e célra, a szpáhik és janicsárok. A szpáhik a szultántól a katonáskodás fejében kaptak birtokot (ziamet), de csak ideiglenesen.
A janicsárság az emberek tudatában úgy él, mint gyermek keresztényekből muzulmánná nevelt harcosok. Valójában ezeknek kevesebb, mint a fele volt keresztény származású, a többi javarészt török, de bármilyen nem iszlám vallású néptől elrabolták gyermekeiket. A keresztény származású janicsárokból nevelték azonban a legfanatikusabb, legkeményebb harcosokat. A keresztény gyerekeket a devsirme (gyermekadó) keretében vették el szüleiktől. Békeidőben a legtöbb keresztény származású janicsár a szerb hódoltságból származott. Feljegyzések tanúskodnak arról, hogy a gyerekeket szállító szekereket az anyák gyakran napokig követték.
A janicsárság kezdetben visszacsapó C íjakat használt lőfegyverként. A 14. század második felétől a török hadseregben elterjedtek a tűzfegyverek, de a janicsárság még sokáig megtartotta az íjait és nyilait. A törökök elsőként vezették be seregükben a feketelőporos puskát és az ágyút. De a puska nem vált egyből a harcterek urává, ugyanis kezdetben még nem volt megfelelő a pontossága, lőtávolsága, lassabban töltötték újra és alacsony volt a megállító ereje is. De nagyobb csapást mért az ellenfél pszichéjére, ugyanis a szinte hangtalanul szálló nyíllal szemben ennek elsütése igen erős hanghatással jár, és ezt jól felismerte a török hadsereg. A muskétát zárt, tömött sorokban használták, a nagyobb tűzsűrűség elérése végett. A közelharci gyalogság fő fegyverei a hosszú szálfegyverek (pikák, lándzsák) voltak, amelyek a hosszúságuk révén megfelelő védelmet nyújtottak, s képzett egységek lovasság ellen is nagy hatásfokkal alkalmazták. Bár a török gyalogos nyugati mintákhoz hasonló fegyvereket is használt, de kiképzése szintje nem érte el az európai gyalogosét (pl.: landsknechtek, svájci pikások). Nem az európai kardfajtákat alkalmazták, hanem az ívelt, ázsiai típusú handzsárt és a jatagánt. A janicsársággal gyakran menetelt együtt a mehterán egység, akik a mai katonazenekaroknak felelnek meg. Ezek a katonazenekarok legelső fellelhető egységei, nevük a perzsa „mehter” szóból származik.
A török nehézlovasság a szultán testőrségéhez tartozó kapikulu lovasokból állt, de az ottomán hadseregben a könnyűlovasság volt a döntő. Ritkán hordtak nehéz, mozgást gátló páncélzatot, legfeljebb bőrvértet vagy sodronyinget, esetleg acélsisakot viseltek. A lovasság gerince a páncélos szpáhi lovas, aki az európai feudális rendszerhez hasonlóan földért szolgált a seregben. Fontos még megemlíteni a rekviráló és felderítő akindzsiket is, akik a reguláris seregtestek előtt haladva pusztították az ellenséges utánpótlást.

### Katonatípusok az oszmán hadseregben
Lovasság:

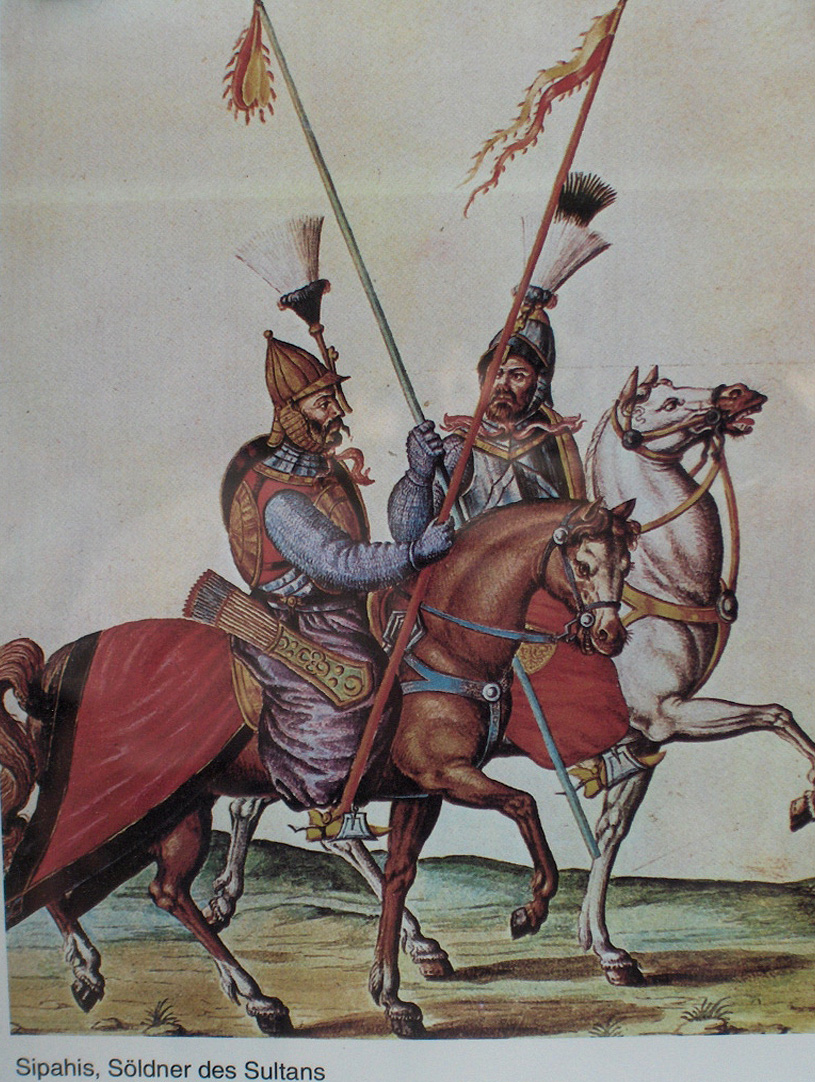
Szpáhik

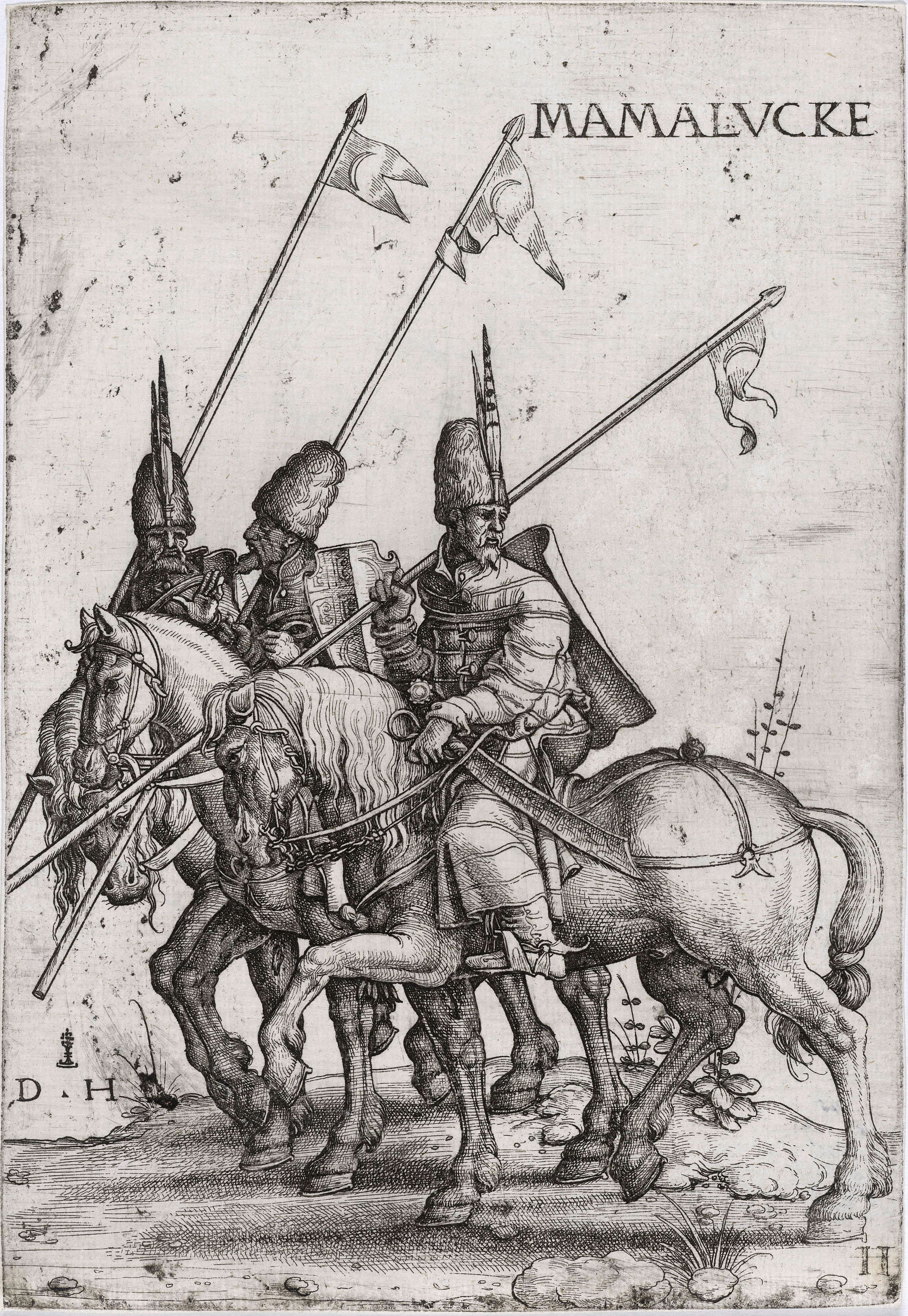
Három mameluk lovaskatona

- Szpáhik – a török hadsereg legfontosabb lovassági egysége
- Akindzsik – a legnagyobb létszámú török irreguláris lovasság. A „megtorló alakulat”, amelynek feladat közé tartozott a helyben történő élelem- és takarmánybeszerzés és a csatatér előkészítése.
- Gurebák – a törökök rendkívül soknemzetiségű egysége, csak egy tizedét képezték oszmánok, a többi perzsa, egyiptomi, arab, tatár, albán, sőt olykor szerb, vagy bosnyák származású volt. Könnyen felismerhetők voltak, hiszen ruházatuk egyáltalán nem volt egységes, egyetlen ismertetőjük tornyos turbánjuk volt.
- Szilidárok
- Dzsebelük – szpáhik által felfogadott reguláris vértes lovasság.
- Beslik
- Gümüllük
- Müszellemek
- Mamelukok – részben arab, részben török lovasok. Tornyos posztósüveget viseltek.
- Ulifedzsik – részben reguláris könnyűlovas, de nem sokszor vetették be őket a harcba, inkább tábori rendfenntartók voltak.
- Fáriszok
- Besliák

A 15. századtól a török birodalom hűbéresévé teszi a Krími Tatár Kánságot, amelynek lovasai rendszeresen részt vettek a törökök háborúiban kisebb-nagyobb csapatokban. A legszörnyűbb egységei voltak a törököknek, Magyarországon is a legnagyobb pusztításokat ők követték el.
Gyalogosok:
- Janicsárok
- Aszabok – az akindzsik mellett az irreguláris egységek között ők voltak a legtöbben.
- Kumbaradzsik – gránátos török katonák.
- Tüfenkcsik – a janicsárokhoz hasonlóan ők is rendelkeztek puskákkal.
- Piadok
- Delik
- Müsztahfizok
- Bosztancsik – Sokszor a szultán, vagy a pasa sátora körül őrködtek. A szultán, pasák testőrei.
- Dzsamakok – Ők a nem reguláris janicsárok, akik szinte teljesen török nemzetiségűek voltak. Nekik is lőfegyverük volt.
- Kapudzsik – Némileg reguláris erők, de nem nagyon szerepeltek a harctereken, sokkal inkább a szultán udvarának őrzői voltak, így számuk sem volt magas.
- Reiszek

A török seregben a birodalom más népei is szolgáltak, így például a szintén hűbéres román fejedelem katonasága, vagy a szerbek lovasként, avagy gyalogosként. A csauszok a legalacsonyabb rangú katonák voltak, a tatár lovasok egy része is csausz volt.

Harcosként szolgáltak nagy számban török szerzetesek, dervisek.
A tábori szolganépet képezték lagumdzsik, az arabadzsik (szekeresek), haddádok (kovácsok) és kalkandzsik (pajzskészítők).

### Tisztikar
- Aga
- Janicsár aga
- Topcsi
- Jaszaul
- Bég (bej)

## A fegyverzet változása
Nagy Szulejmán uralkodása alatt a török gyalogosok szinte mind lőfegyvert kaptak. Ennek oka az volt, hogy a gyalogság és a tüzérség tüzével gyengíti az ellenséget, míg a lovasság lerohanja őket. A janicsárság is további döntő támadásokat adott, míg a többi gyalogos a nyomában támadott. Ez sokszor jól működött, de elavulttá, gyengévé tette az oszmán sereget.

Először is a lovasságot csak megfelelő terep- és látási viszonyok mellett lehetett döntő támadásra vezetni. Rossz terepeken gyalogosok kellettek, de ehhez a török gyalogok (a janicsárok kivételével) erre nem kaptak megfelelő képesítést. 

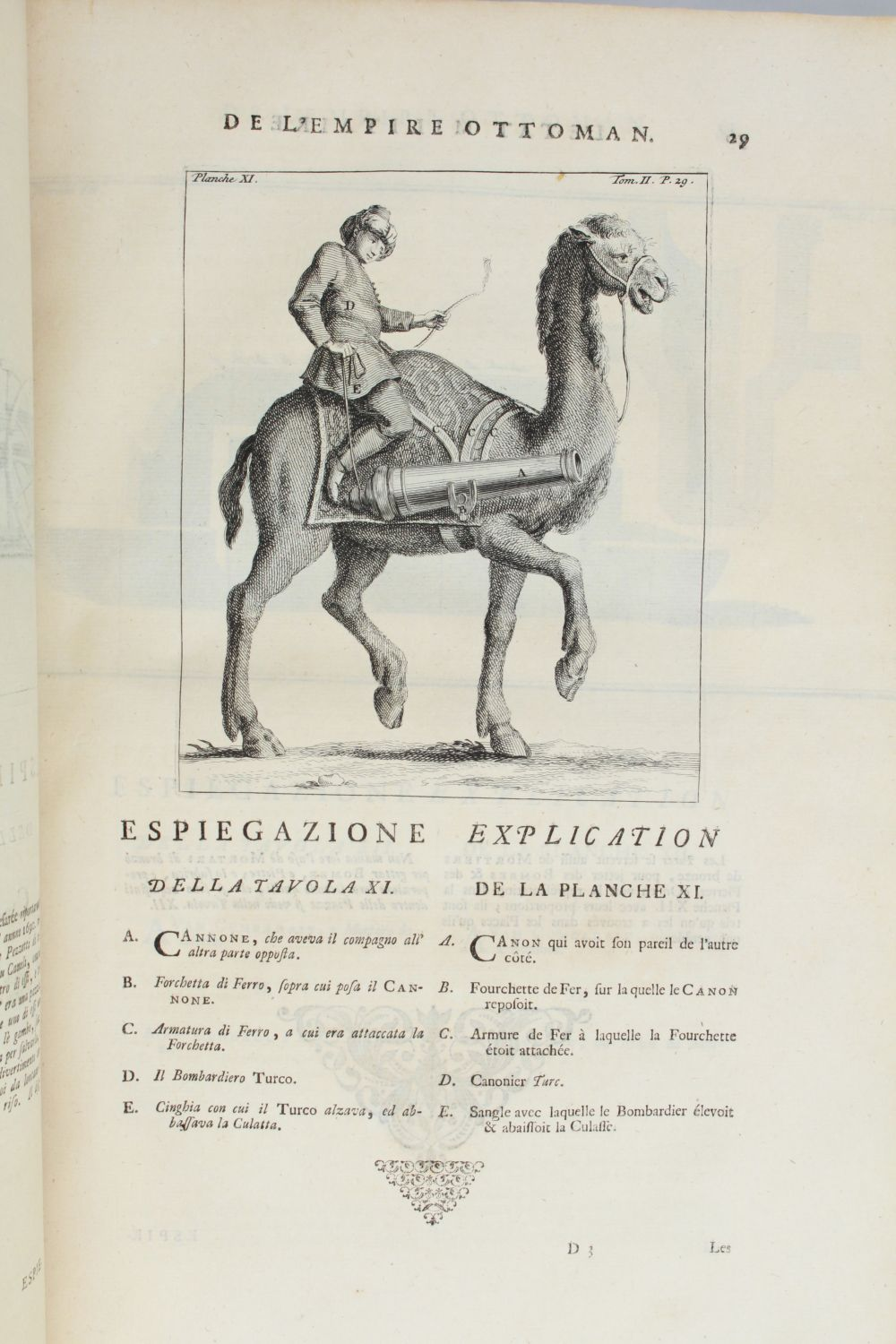
Török ágyú, illusztráció Luigi Ferdinando Marsigli L'Etat militaire de l'empire ottoman című művéből, 1732

Az európai gyalogság különféle taktikákkal meg tudta állítani az oszmán lovasság rohamát, így megint csak gyalogosok kellettek, de a janicsárság számbeli hátránya miatt nem volt mindig képes megoldani a feladatot, sőt nekik az ellenséges rohamok elhárítására többször alakítani kellett az alakzatukon, amihez szintén kellettek megfelelő külső adottságok.

A törökök rablógazdálkodásuk révén a háborúk zsákmányaiból rengeteg lőfegyvert szereztek, de ezek különféle tűzhatású puskák, muskéták, flinták, szakállasok, pisztolyok stb. voltak, melyeknek más és más volt az értékük a harcban. Fegyveriparuk a törököknek eléggé fejletlen volt, míg az európai lőfegyverek állandóan fejlődtek és a 18. században már a gyors tüzelésű és pontos muskétákkal a könnyű fegyverzetű törököket a gyalogosok egyszerűen szétlövik.
Ha a török támadás kudarcba fulladt, csak a reguláris egységek voltak képesek rendezetten visszavonulni, míg a nem regulárisok hátrálása fejvesztett meneküléssé változott legtöbbször, amely magával sodorta fegyelmezett katonákat is. Így sokszor a törökök több kárt tettek magukban, mint az európai seregek.
A török gyengeségei a magyar hadszíntéren az 1664-es szentgotthárdi csatában mutatkoztak meg, ahol a terepviszonyok és az időjárás a keresztény sereget segítették, és a török fejvesztett menekülésük révén nagy veszteségeket szenvedtek.
A török hadsereg egymástól elkülönülő alaktalan tömegként harcolt, eredményessége harciasságában és vadságában volt mindössze. Így az európai hadak lassacskán fölénybe kerültek.

## A haderő modernizálása
1826-ban II. Mahmud belekezdett a hadsereg európai mintára történő átszervezésére, főleg az egyre fenyegetőbb orosz terjeszkedés miatt. Az új hadsereg felállítását a janicsárok hevesen ellenezték. 1826. június 14-én Isztambulban felkelést szerveztek a szultán ellen, amiben több mint 30 000 janicsár vett részt. Mahmud 50 ezres seregével két nap alatt szétverte a lázadókat, a csatában legalább 8000 janicsár esett el. A lázadás után Mahmud az összes megmaradt janicsár-egységet feloszlatta, a túlélőket kivégeztette vagy száműzte. A száműzetésre ítélt janicsárokat vagyonelkobzással is sújtotta.
A szultán ezután hozzálátott az európai mintára szervezett és felfegyverzett hadsereg felállításához. A sereg újjászervezésében porosz tisztek, köztük Helmuth von Moltke százados is segítették.